# ウィルヘルム・ヨハンセン

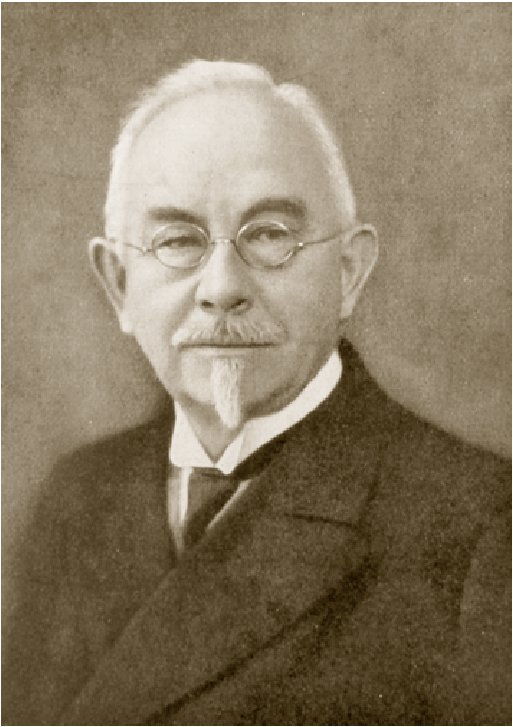
Wilhelm Ludvig Johannsen

ウィルヘルム・ヨハンセン（Wilhelm Ludvig Johannsen、1857年2月3日 - 1927年11月11日）はデンマークの植物学者、遺伝学者である。生物の集団が純系になってしまうと、ダーウィンの選択説が成立しなくなるという「純系説」の提唱者として知られる。

## 略歴
コペンハーゲンに生まれた。若いときは薬学者をめざし、1879年に彼の薬剤師の試験に合格するまで、デンマークとドイツで働いた。1881年に、彼は化学者ヨハン・ケルダールのもとで、カールスバーグ研究所の化学部門のアシスタントとなった。種子、塊茎および芽の休眠と発芽の代謝の研究を行い、ジエチルエーテル、クロロホルムなどの様々な麻酔用化合物によって休眠が破られることを示した。1892年に、彼は王立獣医農業大学の講師に就任し、その後、植物学と植物生理学の教授となり植物生理学を教えた。「自殖性」のインゲンで自家受粉で遺伝の研究を行い、重い豆と軽い豆のグループを作り、両グループの子に実った豆の重さを調べ、差のないこと示し、純系内では淘汰（選別）は効果がないという「純系説」を提唱した。現在の視点では、豆の重さの違いは環境によるもので、環境の影響による差は次代には伝えられないと考えられているので、当然の結果であるが、当時は連続変異に働く、淘汰の有効性に疑問を深めるような役割を果たした。遺伝学の用語、phenotype とgenotypeを論文、 "Om arvelighed i samfund og i rene linier"の中で初めて用いた。この論文は改定されドイツ語に訳されて、"Elemente der exakten Erblichkeitslehre"として発刊され、遺伝学の基礎的なテキストとなった。1905年にコペンハーゲン大学の植物生理学の教授となり、1917年に副学長になった。アメリカに何度か招かれ、講演を行った。

## 著書
- Limitations of natural selection on pure lines (1909)
- Arvelighed i historisk og experimentel belysning (1917)